# Schloss Türkenfeld (Hohenthann)

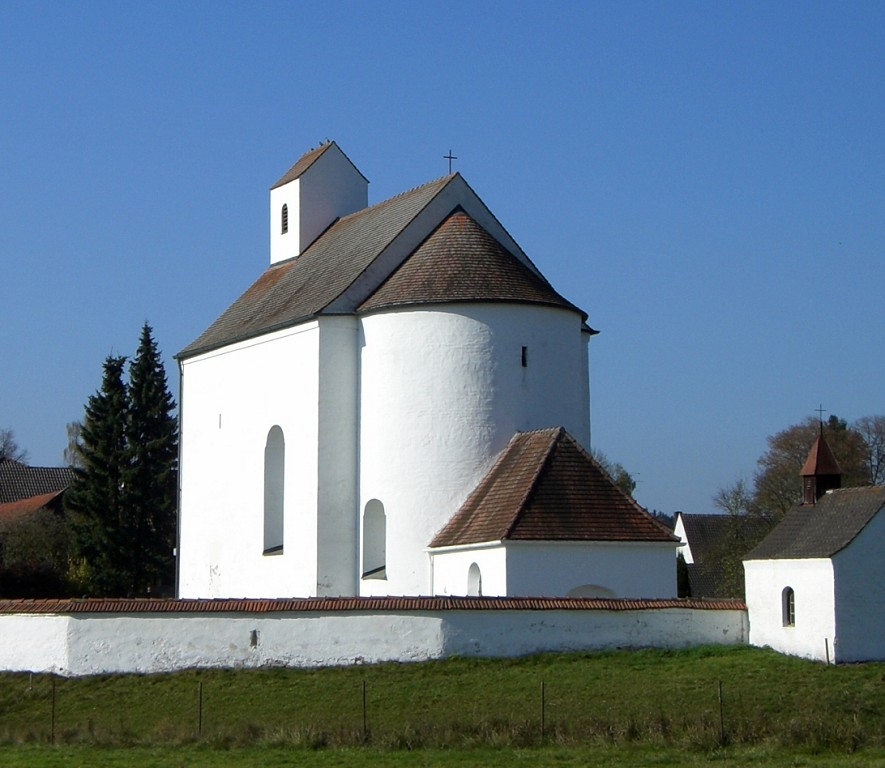
Außenansicht der ehemaligen Burg- bzw. Schlosskapelle, heute Filialkirche St. Ägidius, von Südosten

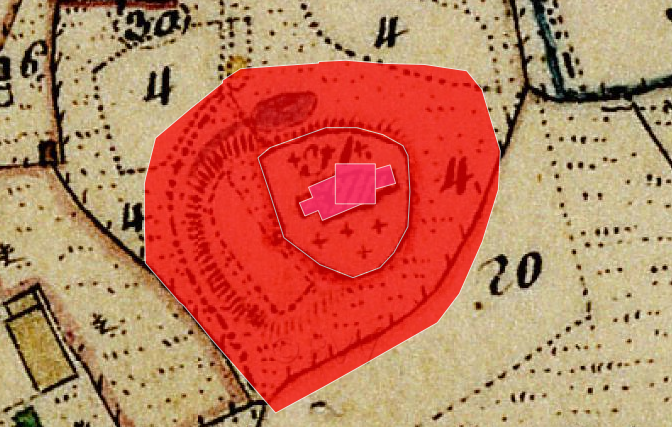
Lageplan von Schloss Türkenfeld (Hohenthann) auf dem Urkataster von Bayern

Das Schloss Türkenfeld ist ein ehemaliges Schloss in Türkenfeld, einem Ortsteil der Gemeinde Hohenthann im Landkreis Landshut (Bayern). Erhalten ist nur die romanische Burg- bzw. Schlosskapelle, heute Filialkirche St. Ägidius der Pfarrei St. Laurentius in Hohenthann. Der Ortsname Türkenfeld leitet sich von dem Edelgeschlecht der Turtenfelder aus dem 11. Jahrhundert ab und hat daher nichts mit der Türkei oder dem türkischen Volk zu tun. Die Anlage wird als Bodendenkmal unter der Aktennummer D-2-7338-0077 mit der Beschreibung „Untertägige mittelalterliche und frühneuzeitliche Befunde im Bereich des Burgstalls und abgegangenen Schlosses Türkenfeld mit ehemaligen Nebengebäuden und Gartenanlagen, darunter die Spuren von Vorgängerbauten bzw. älterer Bauphasen und abgebrochener Gebäudeteile“ geführt.

## Geschichte und Beschreibung
Türkenfeld ist schon Anfang des 11. Jahrhunderts als „Turtinveld“ belegt, als der Priester Chadalhoch seine dortigen Besitzungen an den mit ihm verwandten Edlen Adalbert zugunsten des Stiftes St. Emmeram unter Abt Richold übergab. Die namensgebende Adelsgeschlecht der Turtenfelder blühte von der zweiten Hälfte des 12. bis Ende des 13. Jahrhunderts, bis es vermutlich 1296 ausstarb. In den folgenden Jahrhunderten wechselte die Hofmark Türkenfeld häufig den Besitzer.
Im Jahr 1296 verlieh Herzog Stephan I. das Lehen, das zuvor die Turtenfelder innehatten, an einen Otto den Rorbeckhen. Anfang des 14. Jahrhunderts sind in Türkenfeld ein Hof des Dietrich von Lauterbach und ein Ziegelhauser-Hof belegt. Das Geschlecht der Ziegelhauser steht in engem Zusammenhang mit der frühen Geschichte der Pfarrei Schmatzhausen und starb 1415 aus. Um 1320 machte Heinrich Rumtinger geltend, dass er als Schwager eines gewissen Semman ein Erbrecht an dem Schloss Türkenfeld habe. Bei der Landesteilung von 1353 erhielt Herzog Stephan II. die Burg und Gericht Rottenburg, zu dem damals anscheinend unter anderem die Burg Türkenfeld gehörte. 1358 wurde Greimwold Ziegelhauser als Besitzer der Burg genannt. 1428 verkauften Christoph und Egloff Leoprechtinger dem Herzog Heinrich den Ziegelhauser-Hof und zwei weitere Hofstätten in Türkenfeld. 1670 schenkte der bayerische Kurfürst Ferdinand Maria die Hofmark Türkenfeld dem Kurfürstlichen Rat und Leibarzt Johann Jakob von Maffei. Dieser verkaufte sie bereits 1673 wieder an Wilhelm Freinhuber von Eberstall. Die Adelsfamilie Freinhuber wird auch 1724 noch als Inhaberin der Hofmark genannt. Die nächsten Besitzer waren die Freiherren von Guggemos, die werden bis 1828 als solche genannt wurden. Ihnen folgten Freiherr Gustav von Rummel und dessen Schwester Alwine, die Ehefrau des späteren Ministers Gottlieb von Thon-Dittmer.

## Beschreibung
Die Burg ist wohl schon früh abgegangen. In Philipp Apians Topographie aus dem 16. Jahrhundert wurde sie bereits nicht mehr erwähnt. Michael Wening bezeichnete Türkenfeld um 1700 als Hofmark ohne Schloss. Die Burg befand sich im Wesentlichen westlich an die bis heute erhaltene Burg- bzw. Schlosskapelle anstoßend auf einer leichten Geländeerhebung. Der ehemalige Burggraben ist heute noch deutlich erkennbar, weist aber nur noch eine geringe Tiefe auf.